# Мечеть Гаджи Джавад
Мечеть Гаджи Джавад (азерб. Hacı Cavad məscidi) — мечеть місцевого значення, розташована за адресою вул. Аббас Мірза Шаріфзаде, Ясамальський район, Баку .

## Історія
Первісна будівля мечеті мала три арабомовних написи, що збереглися близько дверного отвору на стіні мечеті. Вони свідчать, що мечеть побудована в 1305 році гіджри. Ініціатор будівництва мечеті, Гаджи Джавад, був торговцем.  
У плані мечеть має прямокутну форму. Внутрішня площа становить 12x18 метрів, висота від підлоги до стелі - 6 метрів, а від підлоги до купола - 9 метрів. У мечеті Гаджи Джавада крім місця загального поклоніння також було медресе. У перші роки встановлення радянської влади мечеть припинила свою діяльність. Пізніше кімнати медресе були розподілені серед населення для життя, а мечеть використовувалася як дитячий садок. Після розпаду СРСР в результаті зусиль місцевих священнослужителів і старійшин ця мечеть була знову відкрита і відновлена. Після відкриття мечеті першим ахундом і головою релігійної громади був Гаджи Намік Бабаханов. 
У квітні 2017 року на порядку денному стояло питання про знесення мечеті, яке викликало протести.  
У червні 2017 року згідно з розпорядженням президента Азербайджанської Республіки Ільхама Алієва була знесена розташована на вулиці Абдулли Шаїга Ясмальського району Баку, мечеть Гаджи Джавад. Будівництво нової будівлі цієї мечеті було перенесено на вулицю Аббас Мірза Шаріфзаде.  

## Нова будівля
Зведення нової будівлі мечеті Хаджі Джавад, розпочалось 2 липня 2017 року, а було здано в експлуатацію 12 квітня 2018 року . 
Нова будівля мечеті Хаджі Джавад займає площу 1200 метрів². Площа зали молитов становить близько 400 метрів². Висота купола храму, виконаного в національному архітектурному стилі, становить 18 метрів, а висота мінарету - 33,7 метра. В інтер'єрі мечеті використані спеціальні декоративні елементи, на краях купола написані аяти з Корану . 
Стіни і колони мечеті прикрашені написами зі Священного Корану, а також східними орнаментами виконаними азербайджанськими майстрами. 

## Галерея

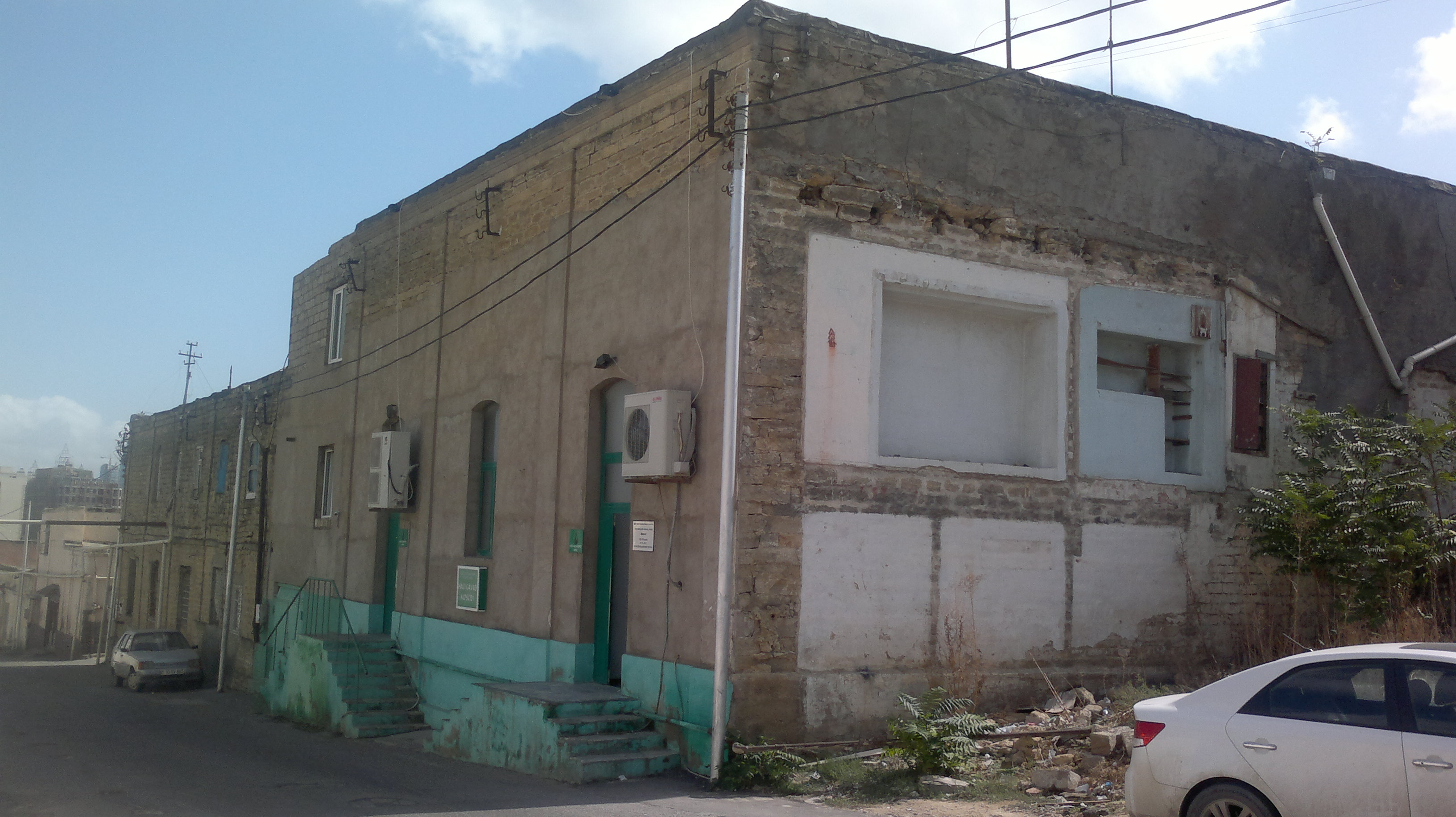
Вид мечеті до реставрації
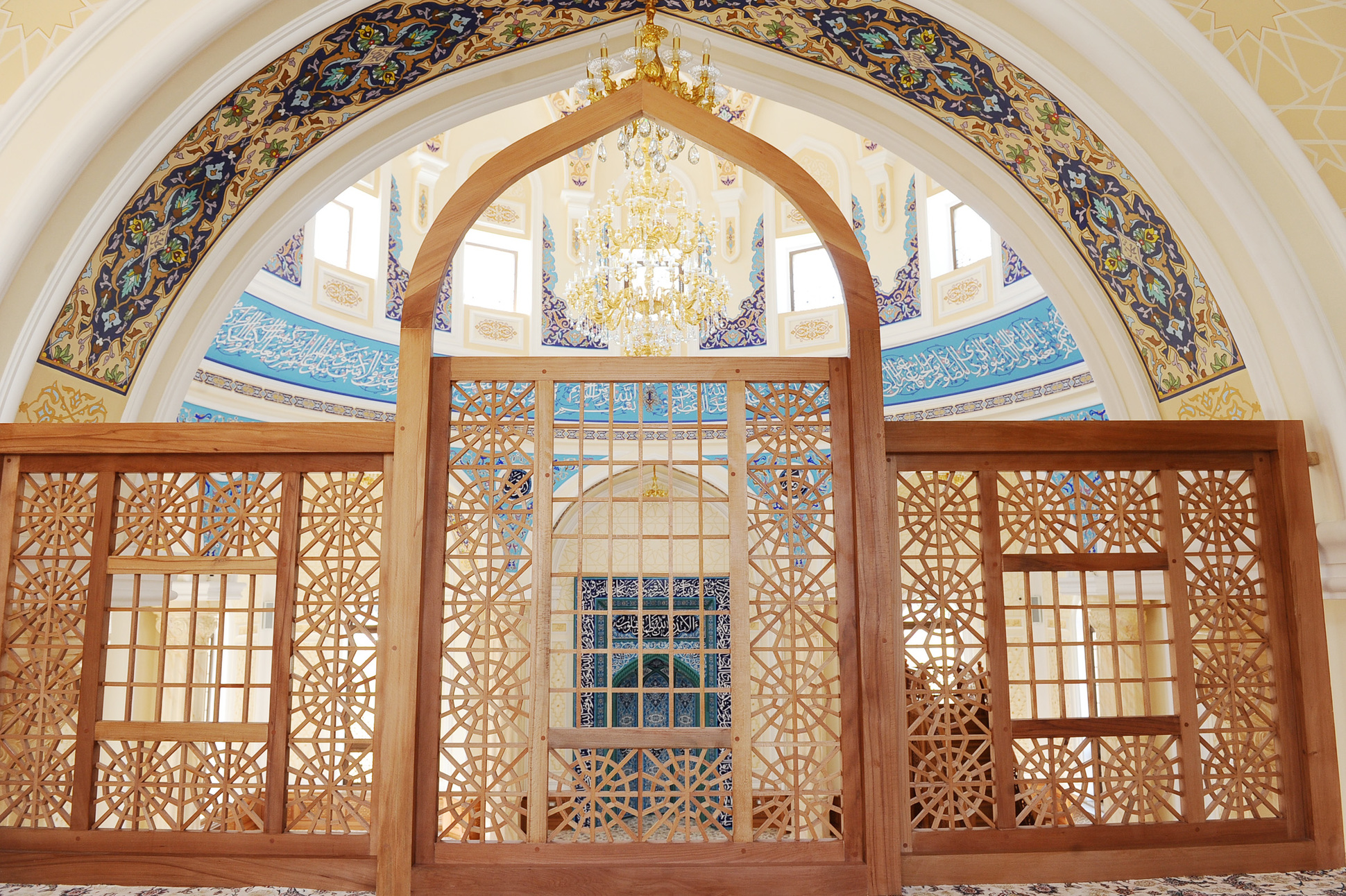
Інтер'єр мечеті після реставрації
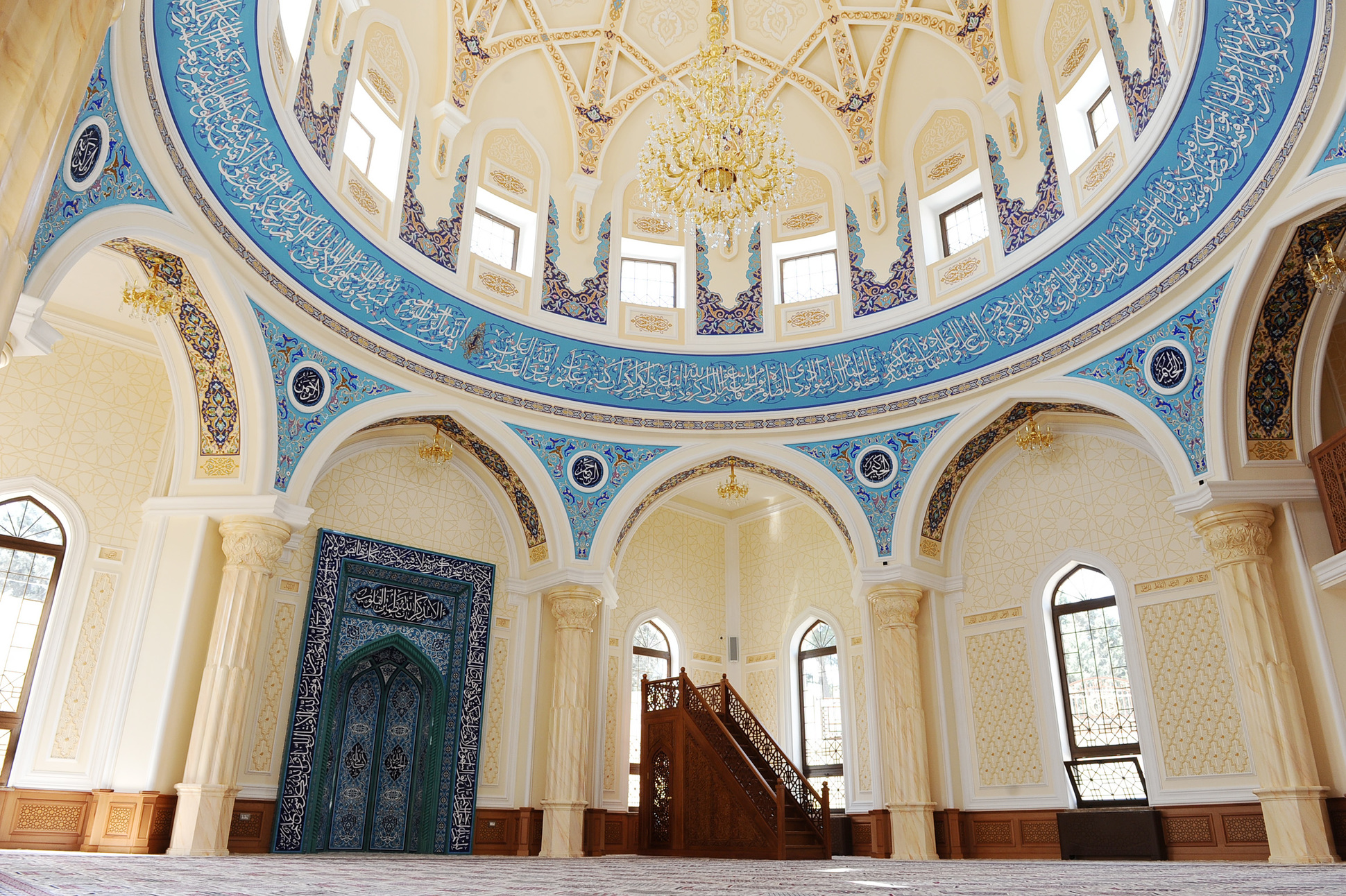
Інтер'єр мечеті після реставрації
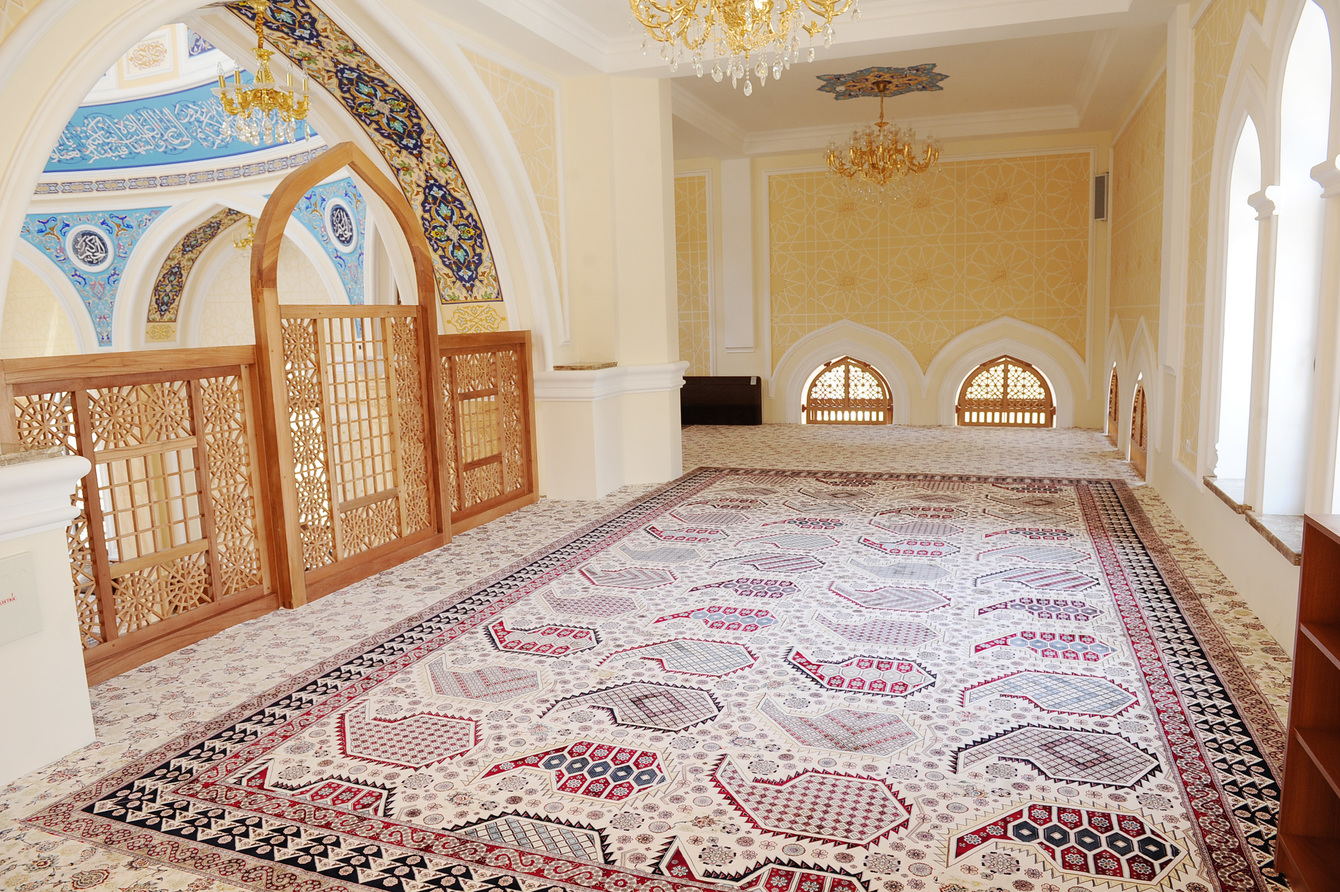
Інтер'єр мечеті після реставрації